# Hydrachna microscutata
Hydrachna microscutata är en kvalsterart som beskrevs av Marshall 1929. Hydrachna microscutata ingår i släktet Hydrachna och familjen Hydrachnidae. Inga underarter finns listade i Catalogue of Life.